# Charro!
Charro! er en amerikansk film fra 1969. Filmen, hvis hovedrolle blev spillet af Elvis Presley, blev produceret og instrueret af Charles Marquis Warren på National General Pictures.
Filmen blev indspillet fra den 22. juli til slutningen af august 1968 og havde premiere den 13. marts 1969. Den havde dansk premiere den 12. januar 1970.
Charro! var den 29. i rækken af film med Elvis Presley. Filmens (temmelig tynde) manuskript blev skrevet af Charles Marquis Warren på basis af en roman af Frederic Louis Fox. Charro er mexikansk og betyder 'en stolt cowboy', og Charro!  handler netop om en cowboy, som af de mexikanske revolutionsstyrker uretmæssigt beskyldes for våbentyveri og derfor sætter alle kræfter ind på at finde de virkeligt skyldige, som viser sig at være en bande kriminelle.
Charro! blev optaget i Apacheland Movie Ranch i Apache Junction, der ligger i nærheden af Arizona City.
Den danske titel på Charro! var Charro!.

## Musik
Charro! rummede kun én sang, nemlig titelnummeret "Charro". Dette var en komposition af Billy Strange og Mac Davis og blev indspillet af Elvis i Hollywood i november 1968 og brugt som B-side på en singleplade med "Memories" som A-side. Denne blev i øvrigt skrevet af de samme forfattere som "Charro" og blev indspillet den 27. juni 1968 hos NBC i Burbank, Californien.
Endnu en sang blev komponeret til filmen, men blev ikke anvendt. Det var "Let's Forget About The Stars", som blev skrevet af A.L. Owens og indspillet i Hollywood den 15. oktober 1968 og udsendt på albummet "Let's Be Friends" i 1970.
Underlægningsmusikken til Charro! blev komponeret af Hugo Montenegro, hvis orkester også ledsagede Elvis på titelnummeret. Hugo Montenegro havde et stort internationalt hit i 1966 med temaet fra Sergio Leones 'spaghettiwestern' The Good, the Bad and the Ugly med bl.a. Clint Eastwood.

## Andet
Charro! er den eneste af Elvisfilmene, hvor han ikke optræder glatbarberet.